# 60e législature du Grand Conseil du canton du Valais

Composition
Le Centre (40)
PLR (27)
UDC (22)
PS (20)
Les Verts (13)
CSPO (8)

La 60e législature du Grand Conseil du canton du Valais débute le 19 avril 2021 et s'achève en 2025. L'élection des députés a eu lieu le 7 mars 2021 lors des élections cantonales valaisannes de 2021.

## Sessions

### 2021
La session de février a lieu du 8 au 10 février. 
La session d'avril a lieu le 19 avril.
La session de mai a lieu du 4 au 7 mai.
La session de juin a lieu du 7 au 11 juin.
La session de septembre a lieu du 7 au 10 septembre.

## Liens
- Élections cantonales valaisannes de 2021